# 요크셔 휠

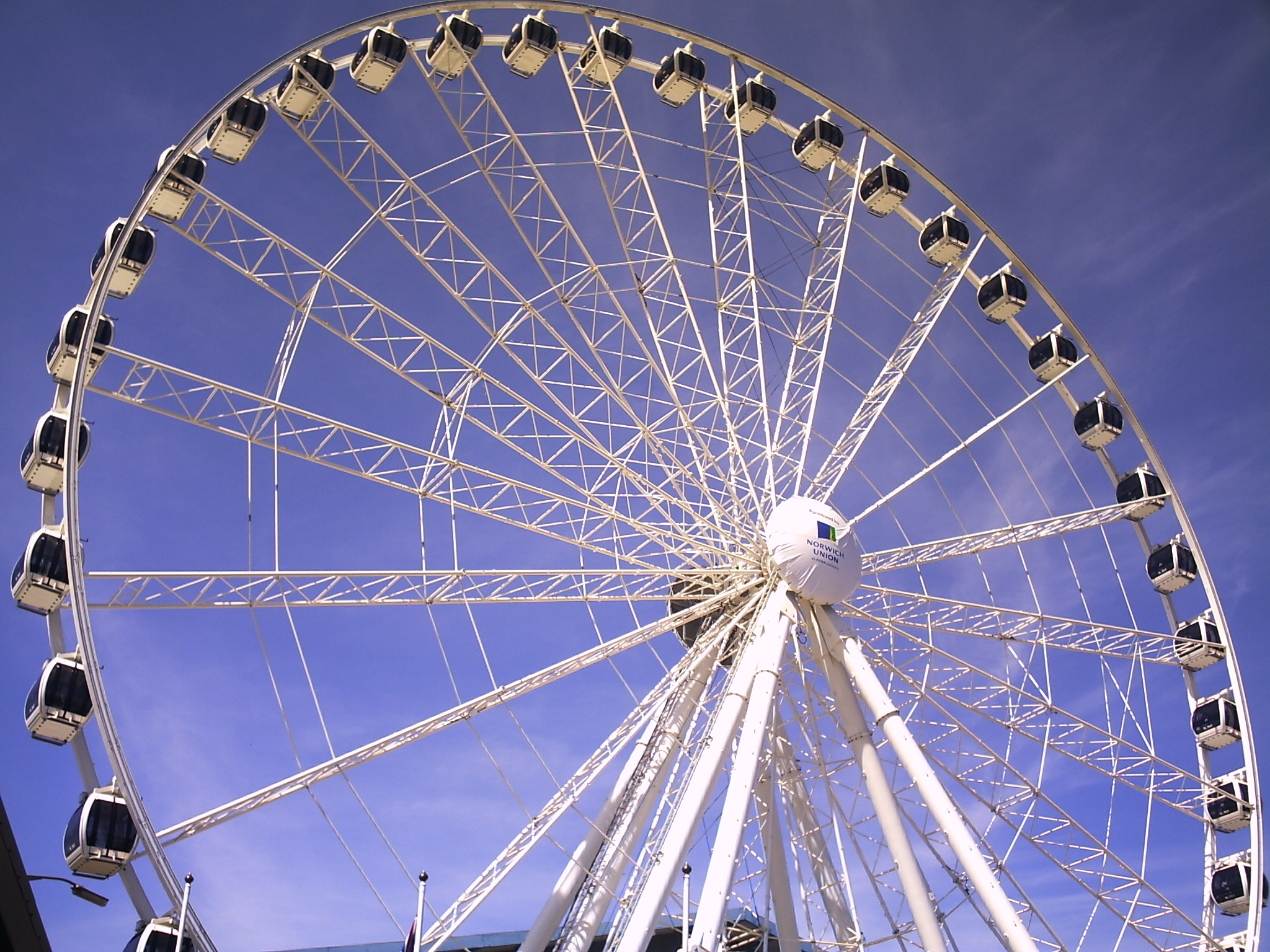
요크셔 휠

요크셔 휠(영어: Yorkshire Wheel)은 영국 노스요크셔주 요크에 있는 관람차이다.